# Bhanjanagar
Bhanjanagar är en ort i Indien.   Den ligger i distriktet Ganjām och delstaten Odisha, i den östra delen av landet, 1 200 km sydost om huvudstaden New Delhi. Bhanjanagar ligger 86 meter över havet och antalet invånare är 20 647.
Terrängen runt Bhanjanagar är huvudsakligen platt, men åt nordost är den kuperad. Runt Bhanjanagar är det ganska tätbefolkat, med 160 invånare per kvadratkilometer. Bhanjanagar är det största samhället i trakten. Trakten runt Bhanjanagar består till största delen av jordbruksmark.